# Communauté de communes du Saint-Gaudinois
La communauté de communes du Saint-Gaudinois est une ancienne communauté de communes française de la Haute-Garonne.

## Historique
Créée le 24 décembre 1999.
Le 1er janvier 2017, de la communauté de communes du Saint-Gaudinois, fusionne avec la communauté de communes des Portes du Comminges, la communauté de communes du Boulonnais, la communauté de communes Nébouzan-Rivière-Verdun et la communauté de communes des Terres d'Aurignac pour former la Communauté de communes Cœur et Coteaux du Comminges.

## Communes adhérentes
| Nom                   | Code Insee | Gentilé          | Superficie (km2) | Population (dernière pop. légale) | Densité (hab./km2) |
| --------------------- | ---------- | ---------------- | ---------------- | --------------------------------- | ------------------ |
| Saint-Gaudens (siège) | 31483      | Saint-Gaudinois  | 27,35            | 11 255 (2014)                     | 412                |
| Aspret-Sarrat         | 31021      | Aspratois        | 3,82             | 142 (2014)                        | 37                 |
| Estancarbon           | 31175      | Estancarbonais   | 6,23             | 616 (2014)                        | 99                 |
| Labarthe-Inard        | 31246      | Inardais         | 9,97             | 876 (2014)                        | 88                 |
| Labarthe-Rivière      | 31247      | Bartains         | 13,65            | 1 350 (2014)                      | 99                 |
| Lalouret-Laffiteau    | 31268      | Lalouretois      | 5,39             | 136 (2014)                        | 25                 |
| Landorthe             | 31270      | Andortans        | 9,65             | 975 (2014)                        | 101                |
| Larcan                | 31274      | Larcanais        | 6,96             | 180 (2014)                        | 26                 |
| Lespiteau             | 31294      | Espitaliens      | 1,81             | 86 (2014)                         | 48                 |
| Lieoux                | 31300      | Lieouxois        | 5,83             | 127 (2014)                        | 22                 |
| Lodes                 | 31302      | Lodesois         | 13,74            | 288 (2014)                        | 21                 |
| Miramont-de-Comminges | 31344      | Miramontais      | 8,09             | 776 (2014)                        | 96                 |
| Pointis-Inard         | 31427      | Pointis-Inardais | 14,66            | 882 (2014)                        | 60                 |
| Régades               | 31449      | Régadois         | 3,62             | 132 (2014)                        | 36                 |
| Rieucazé              | 31452      | Rieucazéens      | 2,03             | 50 (2014)                         | 25                 |
| Saint-Ignan           | 31487      | Saint-Ignanais   | 5,35             | 244 (2014)                        | 46                 |
| Saint-Marcet          | 31502      | Saint-Marcetois  | 14,06            | 367 (2014)                        | 26                 |
| Saux-et-Pomarède      | 31536      | Sauxemesnillais  | 12,52            | 276 (2014)                        | 22                 |
| Savarthès             | 31537      | Savarthésois     | 3,05             | 177 (2014)                        | 58                 |
| Valentine             | 31565      | Valentinois      | 8,03             | 885 (2014)                        | 110                |
| Villeneuve-de-Rivière | 31585      | Villeneuvois     | 13,57            | 1 793 (2014)                      | 132                |

## Démographie
| 1999 | 2006   | 2009 | 2011 | 2013   |
| ---- | ------ | ---- | ---- | ------ |
| -    | 21 257 | -    | -    | 21 624 |

## Administration
| Période    | Période          | Identité             | Étiquette | Qualité                            |
| ---------- | ---------------- | -------------------- | --------- | ---------------------------------- |
| 2001       | avril 2008       | Jean-Claude Madamour | PS        | Maire d'Estancarbon (1995-2008)    |
| avril 2008 | 31 décembre 2016 | Jean-Raymond Lépinay | PS        | Maire de Saint-Gaudens (2008-2014) |